# ガリンド2世・アスナーレス
ガリンド2世・アスナーレス（スペイン語：Galindo II Aznárez, 922年没）は、アラゴン伯（在位：893年 - 922年）。アラゴン伯アスナール2世・ガリンデスとパンプローナ王ガルシア・イニゲスの娘オネカ・ガルセスの息子。

## 生涯
893年に父の跡を継いでアラゴン伯となった。905年、ガリンド2世はイニゴ家の支配を転覆を図る義弟サンチョ1世のためパンプローナにおけるクーデターを支援した。結局、イニゴ家はアラゴンの利益のためにより好都合なヒメノ家に取って代わられた。しかし、ガリンド2世は新王サンチョ1世と対立し、911年に義弟ムハンマド・アル・タウィールやアブド・アッラー・イブン・ルブ・アル・カサウィと協力してサンチョ1世を攻撃した。最終的にこの連合軍は敗北し、アル・タウィールは殺害され、ガリンド2世はサンチョ1世の家臣になることを余儀なくされた。

## 結婚と子女
ガリンド2世は2度結婚した。最初にガスコーニュ公ガルシア2世・サンシュとアムナ・ド・ペリゴールの娘アシベルと結婚し、3子をもうけた。
- トダ・ガリンデス - リバゴルサ伯ベルナト1世と結婚し[4]、夫にソブラルベをもたらした。
- レデンプス・ガリンデス - 司教[2]
- ミロン・ガリンデス[2] - 嫡出にもかかわらず伯位を継承しなかったことから、父より先に死去したとみられる。

2度目にパンプローナ副王ガルシア・ヒメネスとオネカ・レベレ・デ・サングエサの娘でパンプローナ王サンチョ1世の異母姉サンチャ・ガルセスと結婚し、以下の子女をもうけた。
- アンドレゴト・ガリンデス - アラゴン伯領を継承。パンプローナ王ガルシア1世の最初の妃となった[5]。
- ベラスキタ・ガリンデス[2] - 最初にイニゴ・ロペス・デ・エスティージ・イ・シリゲタと結婚[6]。また、アラゴン伯フォルトゥン・ヒメネス（fl. 943年 - 958年）とも結婚したとも考えられている[7]。

また、以下の庶子がいる：グンティスロ、サンチョ、ベレスコ、バンソ（ガリンドの父）およびアスナール